# Veraphis
Veraphis – rodzaj chrząszczy z rodziny kusakowatych i podrodziny balinków. Obejmuje 32 opisane gatunki. Zamieszkują palearktyczną Eurazję i nearktyczną Amerykę Północną.

## Morfologia
Drobne chrząszcze o wydłużonym w zarysie i spłaszczonym grzbietobrzusznie ciele, podobne do przedstawicieli rodzaju Eutheia.
Głowa najczęściej ma na ciemieniu dołki czy wzdłużne bruzdy. Czułki mają na członach od dziewiątego do ostatniego okrężne wciski, każdy ze strukturą zbudowaną z walcowatego trzonka i szerokiej, łyżkowatej części szczytowej. Funkcja tych struktur jest przypuszczalnie zmysłowa. Aparat gębowy ma głaszczki szczękowe o wydłużonym członie trzecim i szerokim, prawie stożkowatym członie czwartym, a wargę dolną o tak szerokim jak długim podbródku.
Na każdej pokrywie znajduje się pojedynczy, porośnięty szczecinkami dołek przypodstawowy. Przedpiersie dysponuje wąskim żeberkiem międzybiodrowym. Panewki bioder przednich odnóży są szeroko otwarte. Na spodzie śródtułowia szwy pleuralne są częściowo zatarte. Niski wyrostek międzybiodrowy śródpiersia wąsko rozdziela panewki środkowej pary bioder. Odnóża przedniej pary u samców często mają modyfikacje na krętarzach lub w odsiebnych częściach goleni albo w obu tych miejscach jednocześnie.
Odwłok samca ma dziewiąty sternit o krawędzi tylnej pośrodku niewyciągniętej doogonowo w ząbek. Genitalia samca cechują się wydłużonym i prawie rurkowatym edeagusem. Wierzchołek płata środkowego (prącia) jest podobnie wykształcony u większości gatunków.

## Rozprzestrzenienie
Rodzaj holarktyczny. Znaczna większość gatunków występuje we wschodniej części krainy palearktycznej. Tylko jeden dociera do Europy, ale nie do Polski, a jedynie do Skandynawii. Osiem gatunków wykazanych zostało z nearktycznej Ameryki Północnej, jednak fauna tego regionu wymaga rewizji.

## Taksonomia
Takson ten wprowadzony został w 1897 roku przez Thomasa Lincolna Caseya na łamach „Annals of the New York Academy of Science”. W 1998 roku Herbert Franz w publikacji współautorstwa Alfreda Francisa Newtona wyznaczył Eutheia impressa gatunkiem typowym omawianego rodzaju.
Do rodzaju zalicza się 32 opisane gatunki:

- Veraphis aomoriensis Jałoszyński, 2019
- Veraphis assingi Jałoszyński, 2013
- Veraphis calcarifer Jałoszyński, 2012
- Veraphis capitata Casey, 1897
- Veraphis cavicornis Casey, 1897
- Veraphis colon (Horn, 1868)
- Veraphis cristata (Brendel, 1893)
- Veraphis engelmarki Franz, 1971
- Veraphis gansuanus Jałoszyński, 2013
- Veraphis hisamatsui Jałoszyński et Hoshina, 2005
- Veraphis horianus Jałoszyński et Hoshina, 2005
- Veraphis impressa (LeConte, 1879)
- Veraphis irkutensis (Reitter, 1896)
- Veraphis ishikawai Hisamatsu, 1985
- Veraphis japonicus (Sawada, 1962)
- Veraphis kurbatovi Jałoszyński et Hoshina, 2005
- Veraphis lacuna Marsh, 1957
- Veraphis loebli Jałoszyński, 2019
- Veraphis longula (LeConte, 1879)
- Veraphis mirabilis Marsh, 1957
- Veraphis modestus Jałoszyński, 2009
- Veraphis mutsuensis Jałoszyński, 2019
- Veraphis myeonggiensis Byeon et Park, 2025
- Veraphis odaesanensis Byeon et Park, 2025
- Veraphis odaigaharensis Jałoszyński et Hoshina, 2005
- Veraphis qinghaiensis Jałoszyński, 2012
- Veraphis sakaii Jałoszyński, 2019
- Veraphis sawadai Jałoszyński et Hoshina, 2005
- Veraphis spinosus Jałoszyński, 2009
- Veraphis striga Kurbatov, 2006
- Veraphis tottoriensis Jałoszyński et Hoshina, 2005
- Veraphis yoshitomii Jałoszyński et Hoshina, 2014

Według wyników analizy filogenetycznej Pawła Jałoszyńskiego z 2013 roku rodzaj ten zajmuje pozycję siostrzaną względem Eutheia.